# Sankt-Lorenz-Seeweg
Koordinaten: 43° 41′ 0″ N, 77° 57′ 0″ W

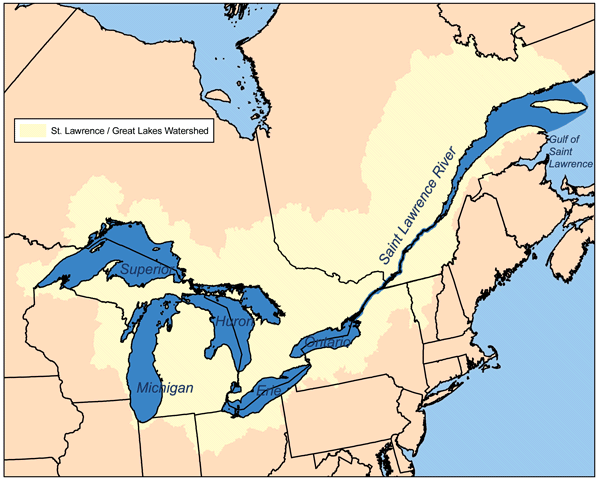
Sankt-Lorenz-Seeweg

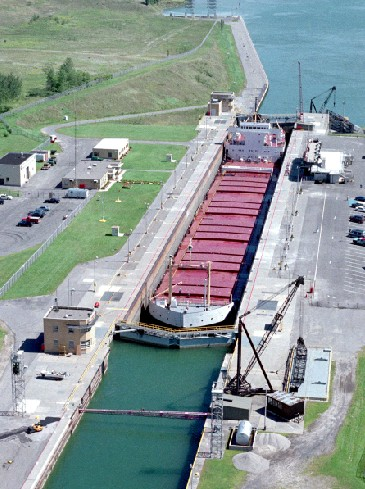
Die Eisenhower-Schleuse

Der Sankt-Lorenz-Seeweg (französisch Voie maritime du Saint-Laurent, englisch Saint Lawrence Seaway) ist eine in den Jahren 1951 bis 1959 zwischen dem Oberen See und Montreal ausgebaute Wasserstraße, die mit zahlreichen Kanälen und Schleusen ausgestattet ist und deren Tiefe es auch Hochseeschiffen bis zur Seawaymaxklasse erlaubt, vom Atlantischen Ozean, beim Sankt-Lorenz-Golf, bis zu 3700 Kilometer in das Landesinnere Nordamerikas zu fahren. Er liegt in dem Gebiet Kanadas und der USA.
Seit der Eröffnung ist der Sankt-Lorenz-Seeweg durchgehend mindestens 8,23 Meter tief. Bis zum Jahre 1903 hatte man die bereits bestehenden Kanäle schon auf eine Tiefe von 4,32 Meter gebracht.

## Allgemeines
Der Sankt-Lorenz-Strom erreicht eine Länge von 1223 Kilometern. Sein Ursprung liegt am Ostende des Ontariosees, des kleinsten der Großen Seen. Das gesamte Flusssystem, das auch die Großen Seen umfasst (einschließlich der Quelle des Saint Louis Rivers in Minnesota) ist 3219 Kilometer lang, der errichtete Seeweg selbst misst nur 293 Kilometer. Er wird immer wieder durch die Großen Seen unterbrochen. So führt er durch den Oberen See, den Huronsee, den Eriesee und den Ontariosee sowie durch Hunderte von weiteren kleinen Nebenseen wie den Iroquois-Stausee. Der Sankt-Lorenz-Strom zählt zu den verkehrsreichsten Binnenwasserstraßen der Welt, obwohl er wegen der dicken Eisschichten nur von April bis Dezember befahren werden kann. Insgesamt überwindet er 184 Meter Höhenunterschied. Die Niagarafälle werden mit einer Treppe aus acht Schleusen umgangen, die bei einer Länge von 42 Kilometern fast 100 Höhenmeter überwinden. Dieser Kanal trägt den Namen Wellandkanal. Er wird jährlich von mehr als 1700 Schiffen genutzt.

## Hintergrund

### Massengüterverkehr
Der Massengüterverkehr Ende des 19. Jahrhunderts in Nordamerika erforderte neue kostengünstige Transportwege, die durch die neuen transkontinentalen Eisenbahnstrecken bereitgestellt werden konnten. Zur gleichen Zeit begann man auch mit dem Ausbau der Seewege. Es gab zwar schon früher Kanäle zwischen den großen Seen. Diese waren aber nicht tief genug für den neuen Massengüterverkehr, sodass die USA und Kanada durch Ausbauarbeiten einen neuen Seeweg eröffnen wollten, der mit den Eisenbahnen mithalten sollte.

### Konkurrierende Transportwege
Die Anbieter von Transportdienstleistungen über alternative Wege befürchteten wirtschaftliche Einbußen. Die im Folgenden zuerst genannten Einbußen entstanden durch eine marktwirtschaftliche Verzerrung durch den Staat, die anderen durch die neue berechtigte Konkurrenz.
Die privaten östlichen Eisenbahngesellschaften der USA kritisierten die Verwendung öffentlicher Mittel zum Bau des St.-Lorenz-Seeweges. Diese ungleiche Behandlung würde den freien Wettbewerb einschränken. Eine staatliche finanzielle Förderung der Eisenbahnen lehnten sie dennoch ab, da sie gegen eine Verstaatlichung waren. Am St.-Lorenz-Seeweg sollten auch Wasserkraftwerke gebaut werden, sodass die Eisenbahngesellschaften den Wegfall massenhafter Kohletransporte zu den nordöstlichen Wärmekraftwerken vorhersahen. Auch die atlantischen Seehäfen hatten Angst vor dem St.-Lorenz-Seeweg. Sie befürchteten einen Einbruch des Überseeverkehrs. Tatsächlich wurde der St.-Lorenz-Seeweg später aber hauptsächlich zum Binnenverkehr genutzt. Zudem hatten die südlichen Häfen am Golf von Mexiko Transportverluste zu befürchten. Statt über den Mississippi zu den Südhäfen sollten die Getreideexporte aus dem mittleren Westen über den neuen Sankt-Lorenz-Seeweg in die Welt geleitet werden. Nach Fertigstellung des Seeweges bemerkte man aber an diesen Häfen kaum einen Schwund des Überseeverkehrs.

## Bau und Fakten
Mit dem Saint Lawrence Seaway Authority Act wurde 1951 in Washington Kanada die Erlaubnis für den Bau des Seeweges gegeben, da sich die USA noch nicht entschlossen hatten, sich am Bau zu beteiligen. 1954 wurde die „St. Lawerence Seaway Development Corporation“ gegründet, sodass im gleichen Jahr der gemeinsame Bau beginnen konnte. 1959 wurde der Sankt-Lorenz-Seeweg fertiggestellt. Der Wasserweg wurde teilweise auch über das Gebiet bestehender Siedlungen geführt, diese wurden teilweise abgetragen und können im Upper Canada Village besichtigt werden. 
Am Bau des Sankt-Lorenz-Seewegs waren durchschnittlich 22.000 Menschen beteiligt. Das gesamte Bauwerk kostete insgesamt rund 470 Millionen US-Dollar. Von dieser Summe übernahm Kanada abgerundet 336 Millionen US-Dollar. Den Restbetrag von aufgerundeten 134 Millionen US-Dollar brachten die Vereinigten Staaten auf. Das Bauwerk umfasste den Bau von Kanälen, Schleusen, Dämmen, Brücken und Kraftwerken. Die Bauaufsicht übernahm in Kanada die Saint Lawrence Seaway Authority und in den USA die Saint Lawrence Seaway Development Corporation.

## Wirtschaft
Nur 10 Prozent der Seeschiffe können wegen der Größenbeschränkungen den Seeweg befahren. Von dem Ausbau des Seewegs profitierten zahlreiche Häfen, da sie mit neuen Anlagen und Verkehrsanschlüssen ausgestattet wurden. In den USA sind dies unter anderem Chicago, Gary, Detroit und Duluth. Auf der kanadischen Seite sind es Toronto, Hamilton und Thunder Bay. Montreal hat sich durch den Sankt-Lorenz-Seeweg zu einem der bedeutendsten Containerhäfen entwickelt. Dort werden heute mehr als 52 Prozent der Containerfracht des Landes abgewickelt. Auf dem Seeweg werden hauptsächlich landwirtschaftliche Produkte, aber auch Eisenerz und Fertigprodukte befördert. Insgesamt belief sich die beförderte Fracht der Handelsgüter im Jahr 2004 auf 43 Millionen Tonnen.
Innerhalb der Großen Seen oberhalb des Ontariosees verkehren so genannte Lakers, Schiffe, die über 25.000 t laden können und nur oberhalb des Wellandkanals verkehren können.

### Die Häfen
Die meisten Häfen des Sankt-Lorenz-Seeweges und der großen Seen liegen auf der Seite der USA. Vor allem in der unmittelbaren Zeit nach dem Ausbau zum St.-Lorenz-Seeweg waren die Häfen der Engpass des rapide ansteigenden Schiffsverkehrs. Die Hafenbetreiber wollten erst einmal die Entwicklung beobachten, bevor sie investierten. Daher sahen sich die regionalen Behörden dazu veranlasst, den Hafenausbau selbst zu finanzieren. Die neuen Häfen verlangten eine größere Wassertiefe, neue Umschlaganlagen und Lagermöglichkeiten.

## Nutzbarkeit im Winter
Der Seeweg ist heutzutage von Ende März bis Ende Dezember befahrbar. Davon sind 25 Tage nur durch den Einsatz neuer Techniken möglich, die die Kanäle und Schleusen frei von Eis halten. Pläne, die den Einsatz von Eisbrechern und beheizten Schleusen vorsahen, um den Seeweg das ganze Jahr benutzbar zu halten, wurden nicht realisiert. Bis heute ist der Seeweg vom Meer aus durch Eisbrecher nur bis Montreal befahrbar.
|                        | Jan   | Feb   | Mär  | Apr  | Mai  | Jun  | Jul  | Aug  | Sep  | Okt  | Nov  | Dez   |   |       |
| Mittl. Temperatur (°C) | −10,2 | −8,4  | −2,3 | 5,7  | 13,4 | 18,2 | 20,9 | 19,6 | 14,6 | 8,1  | 1,6  | −6,3  | ⌀ | 6,3   |
| Mittl. Tagesmax. (°C)  | −5,7  | −3,9  | 2,2  | 10,7 | 19,0 | 23,6 | 26,2 | 24,8 | 19,1 | 12,7 | 5,3  | −2,2  | ⌀ | 11,1  |
| Mittl. Tagesmin. (°C)  | −14,7 | −12,9 | −6,7 | 0,6  | 7,7  | 12,7 | 15,6 | 14,3 | 9,4  | 3,4  | −2,1 | −10,4 | ⌀ | 1,5   |
|                        |       |       |      |      |      |      |      |      |      |      |      |       |   |       |
| Niederschlag (mm)      | 78,3  | 61,5  | 73,6 | 78,0 | 76,3 | 83,1 | 91,3 | 92,7 | 92,6 | 77,8 | 92,6 | 81,3  | Σ | 979,1 |
|                        |       |       |      |      |      |      |      |      |      |      |      |       |   |       |
| Sonnenstunden (h/d)    | 4,2   | 5,2   | 6,6  | 7,2  | 9,6  | 10,2 | 11,4 | 10,0 | 7,3  | 5,8  | 3,6  | 3,3   | ⌀ | 7     |
|                        |       |       |      |      |      |      |      |      |      |      |      |       |   |       |
| Regentage (d)          | 16,9  | 13,2  | 13,7 | 12,8 | 13,0 | 13,1 | 12,1 | 12,3 | 12,0 | 13,2 | 15,0 | 16,0  | Σ | 163,3 |
|                        |       |       |      |      |      |      |      |      |      |      |      |       |   |       |
| Luftfeuchtigkeit (%)   | 80    | 81    | 75   | 67   | 66   | 68   | 67   | 69   | 75   | 75   | 76   | 79    | ⌀ | 73,1  |

| −14,7 |

| −12,9 |

| −6,7 |

| 0,6 |

| 7,7 |

| 12,7 |

| 15,6 |

| 14,3 |

| 9,4 |

| 3,4 |

| −2,1 |

| −10,4 |

| −14,7 |

| −12,9 |

| −6,7 |

| 0,6 |

| 7,7 |

| 12,7 |

| 15,6 |

| 14,3 |

| 9,4 |

| 3,4 |

| −2,1 |

| −10,4 |

## Automatisches Identifikationssystem
Das weltweit erste automatische Identifikationssystem (AIS) wurde 2003 am Sankt-Lorenz-Seeweg verwendet. Dieses Funksystem dient dem Austausch von Schiffsinformationen wie Navigationsdaten und soll die sichere Lenkung der Schiffe ermöglichen.